# Quercus myrtifolia
Espèce
Statut de conservation UICN

LC : Préoccupation mineure
Classification phylogénétique
Répartition géographique
Quercus myrtifolia est une espèce d'arbustes ou de petits arbres du sous-genre Quercus et de la section Lobatae. L'espèce est présente aux États-Unis.